# Hermann Hitzig

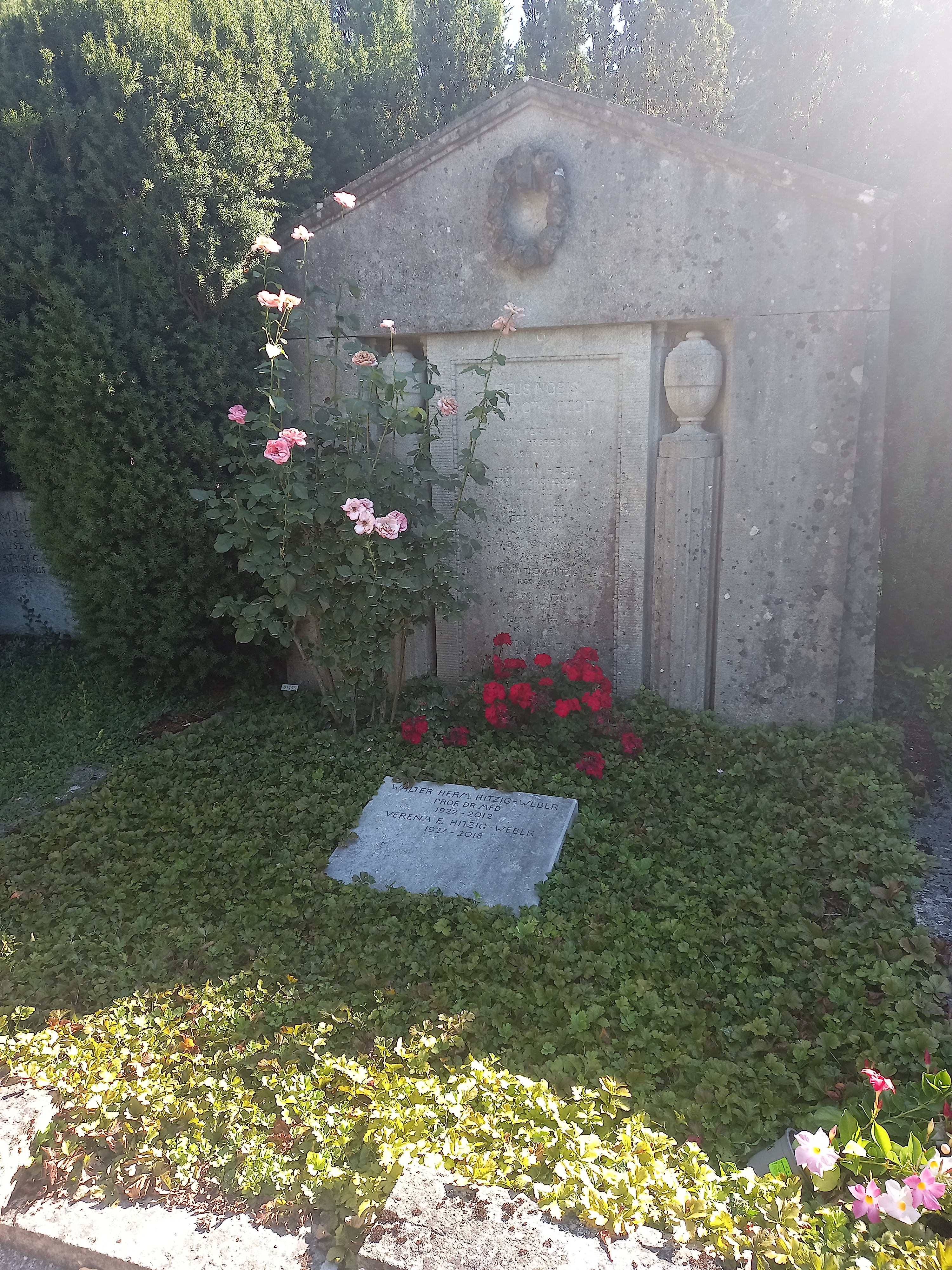
La tumba de Hermann Hitzig y su esposa Emilie (de soltera, Steiner) en la tumba familiar en el cementerio de Enzenbühl de la ciudad de Zúrich.

Hermann Hitzig (nacido el 9 de mayo de 1843 en Hottingen (barrio de Zúrich); muerto el 27 de agosto de 1918 en Zúrich) fue un filólogo clásico y educador suizo. Como profesor en Zúrich, él y su colega Hugo Blümner editaron los escritos de Pausanias con comentarios. Esta edición crítica de referencia todavía se cita hoy como “ed. H. Hitzig & H. Bluemner, Leipzig: O.R. Reisland, 1896-1910”.

## Vida
Hermann Hitzig provenía de una antigua familia de eruditos de Baden cuyo árbol genealógico se remonta al siglo XVII. Su padre fue el teólogo protestante, estudioso del Antiguo Testamento y exégeta Ferdinand Hitzig, profesor privado (es decir, asociado, no titular) en Heidelberg, en 1833 fue nombrado como profesor titular de teología en la recién fundada Universidad de Zúrich. Allí nació su hijo Hermann, que estudió en la escuela primaria y los primeros grados de la secundaria en Zúrich y en 1861 se mudó con su familia a Heidelberg, donde su padre había sido nombrado profesor, sucesor de Friedrich Wilhelm Carl Umbreit. Aquí Hermann Hitzig aprobó su examen de finalización de estudios y entró en la Universidad de Heidelberg para estudiar filología clásica, teología y filosofía; se unió a la fraternidad estudiantil Burschenschaft Allemannia zu Heidelberg. Más tarde se mudó a universidad de Gotinga, donde Hermann Sauppe y Ernst Curtius lo influyeron. Después de un semestre en la Universidad Humboldt de Berlín, aprobó el primer examen estatal en 1864 como profesor en el Instituto Tecnológico de Karlsruhe. Al año siguiente (1865) recibió su doctorado en Heidelberg con la disertación Quaestiones Herculeae (impresa en Heidelberg en 1866). Luego trabajó como profesor particular en Offenbach am Main de junio a octubre y así obtuvo los medios para profundizar sus estudios en Berlín en el semestre de invierno de 1865/1866.
Después de sus años de estudio, Hitzig regresó a Suiza y trabajó inicialmente en el Progymnasium de Burgdorf bei Bern, donde en 1867 se casó con Emilie Steiner, la hermana del poeta y pintor dialectal Leonhard Steiner (1838-1920), y del orientalista Heinrich Steiner (1841-1889), este último sucesor de su padre cuando se fue de la Universidad de Zúrich. Con su esposa, a través de quien estaba emparentado por matrimonio con el lingüista y filólogo de Zúrich Heinrich Schweizer-Sidler, Hitzig tuvo tres hijos y dos hijas.
En 1869, Hitzig fue nombrado sucesor de Arnold Hug en el instituto de Winterthur, donde trabajó con Eduard Wölfflin y Johann Jakob Welti. Aquí el famoso numismático Friedrich Imhoof-Blumer adquirió sus primeros conocimientos del griego de Hitzig. Después de la guerra franco-alemana, Hitzig se mudó a Heidelberg en 1871, donde enseñó durante dos años en una escuela secundaria en el barrio de sus padres. Aquí, en un programa escolar, se dedicó por primera vez a su posterior especialidad, la crítica textual y explicación del geógrafo Pausanias Periegeta (Contribuciones a la crítica textual de Pausanias, 1872/1873). Incluso después de regresar a Burgdorf (1873), donde como rector ayudó a ampliar el Progymnasium (escuela de primaria) hasta convertirlo en Gymnasium (escuela de educación secundaria), Hitzig se mantuvo firme en este tema. Con su habilitación en educación secundaria en la Universidad de Berna (1878), se le abrió su carrera académica, que comenzó como profesor asociado en Berna. Cuando se fundó el Städtisches Gymnasium de Berna mediante la fusión de dos institutos, Hitzig fue nombrado rector en 1880. Durante los siguientes seis años, Hitzig continuó trabajando en Pausanias (y también en Iseo de Atenas). En 1884 realizó un viaje a Grecia, donde conoció a Heinrich Schliemann.
Cuando su predecesor en Winterthur, Arnold Hug, tuvo que renunciar a su cátedra en Zúrich debido a una enfermedad en 1886, Hitzig dejó Berna y fue a la Universidad de Zúrich como profesor titular de filología clásica. Entre sus colegas se encontraban el gramático y sánscritista Adolf Kaegi, el indoeuropeista Eduard Schwyzer y, sobre todo, el arqueólogo Hugo Blümner. Hitzig pronunció su conferencia inaugural el 22 de enero de 1887 «sobre la credibilidad de Pausanias Periegeta». Ese mismo año se celebró en Zúrich el Trigésimo-nono Encuentro de Filólogos y, como miembro de la junta directiva, Hitzig se encargó de la preparación y el ensayo de una obra de teatro griega. La Universidad de Zúrich lo eligió decano de la Facultad de Filología I de 1890 a 1892 y rector magnificus de 1906 a 1908. Además de sus actividades docentes e investigadoras, Hitzig fue miembro de la Comisión Cantonal de Madurez (la encargada de los exámenes de habilitación a la carrera docente) y, de 1893 a 1899, miembro del Consejo Cantonal de Educación. Hitzig complementó su labor de investigación con viajes al extranjero. Junto con su colega Blümner, organizó colectas para apoyar a Grecia en la guerra greco-turca (1897), por lo que fue nombrado comandante de la Orden del Redentor griega.
En julio de 1911, Hitzig sufrió la inesperada muerte de su hijo Hermann Ferdinand Hitzig, historiador de derecho clásico, de la que sólo se recuperó lentamente. En los años posteriores Cuando cumplió 70 años sufrió problemas de visión, lo que finalmente lo obligó a entregar algunas de sus conferencias a colegas más jóvenes en la Pascua de 1917. En su 75 cumpleaños, el 9 de mayo de 1918, presentó su dimisión y se jubiló. Para el semestre de invierno de 1918/1919 anunció una conferencia sobre las odas de Horacio. Sin embargo, el 12 de agosto enfermó de neumonía grave, a la que sucumbió después de dos semanas en su estado debilitado. El 29 de agosto fue enterrado en el cementerio de Enzenbühl. Su panegírico lo pronunció su colega Blümner, quien murió pocos meses después.

## Obra
Hermann Hitzig se hizo un nombre en la filología clásica, especialmente como crítico de textos. Su obra principal es la edición crítica del escritor de viajes Pausanias, Descripción de Grecia (griego antiguo: Ἑλλάδος Περιήγησις, 'Hellados Periegesis', también conocida en latín como 'Graecae descriptio') que publicó junto con Hugo Blümner, incluido un comentario en alemán en tres volúmenes (seis volúmenes, Leipzig/Berlín 1896-1910). Esta edición crítica todavía hoy se considera fundamental. A diferencia de otros investigadores (como Ulrich von Wilamowitz-Moellendorff) Hitzig y Blümner intentaron demostrar la fiabilidad de Pausanias.
Hitzig también fue uno de los primeros profesores suizos que se centró en la papirología. Dio conferencias públicas y cursos sobre el tema y siempre consultó los fragmentos en seminarios con fines exegéticos y de crítica textual.